# Nenenia
Nenenia é um gênero de cerambicídeos, endêmicos da Austrália.

## Taxonomia
Em 1866, este gênero foi estabelecido para alocar sua única espécie — N. aurulenta — uma nova espécie descrita por Pascoe, tendo como base um holótipo encontrado em Melbourne, no estado australiano de Victoria.

## Biologia
As espécies deste gênero apresentam um tamanho relativamente pequeno, variando de 6-12 mm de comprimento. Apresentam atividade durante o período de outubro a janeiro. Se hospedam nas plantas do gênero Acacia sp., entretanto, a espécie N. virgata é frequentemente encontrada nas flores de Syzygium smithii.

## Zoogeografia
Endêmico da região australiana, o gênero possui ocorrência apenas na Austrália.

## Espécies
- Nenenia aurulenta Pascoe, 1886
- Nenenia fasciata (Gahan, 1893)
- Nenenia thoracica Blackburn, 1897
- Nenenia virgata Blackburn, 1897